# Lista de vereadores de Salvador da 18.ª legislatura
Esta é a lista de vereadores de Salvador, eleitos nas eleições de 2 de outubro de 2016, que ocupam a Câmara Municipal de Salvador no atual mandato de 1 de janeiro de 2017 a 31 de dezembro de 2020. Em destaque amarelo está o presidente da Câmara Municipal de Salvador no período.
Os vereadores, o vice-prefeito e o prefeito eleitos em 2016 tomaram posse em 1.º de janeiro de 2017 e parte dos vereadores se licenciaram no dia seguinte para assumir outros cargos públicos.
No primeiro biênio (2017-2018) da legislatura, Léo Prates foi o presidente da Câmara, sucedendo Paulo Câmara (presidente em toda a legislatura anterior), com apoio do então prefeito eleito Antônio Carlos Magalhães Neto, ao vencer a eleição com 40 votos, ante os votos únicos recebidos pelos concorrentes Marta Rodrigues e Hilton Coelho e do registro de um voto em branco. Nesse biênio, Trindade foi eleito para a Liderança da Oposição em disputa com Aladilce Souza. Na bancada de filiados do Partido dos Trabalhadores, Suica foi escolhido como líder durante o primeiro ano.
|    | Nome                                                                                    | Partido                                            | Votos  | %    | Observações |
| -- | --------------------------------------------------------------------------------------- | -------------------------------------------------- | ------ | ---- | ----------- |
| 1  | Paulo Sérgio de Sá Bittencourt Câmara (Salvador, 07.11.1972–)                           | Partido da Social Democracia Brasileira (PSDB)     | 18.432 | 1,44 | 3º mandato  |
| 2  | Luiz Carlos de Souza (Bezerros, 20.04.1972–)                                            | Partido Republicano Brasileiro (PRB)               | 16.530 | 1,29 | 2º mandato  |
| 3  | Marcelle Carvalho de Moraes (Salvador, 12.06.1992–)                                     | Partido Verde (PV)                                 | 15.727 | 1,23 | 1º mandato  |
| 4  | Isnard Pimenta de Araújo (Juiz de Fora, 10.08.1962–)                                    | Partido Humanista da Solidariedade (PHS)           | 15.081 | 1,18 | 4º mandato  |
| 5  | Eduardo Henrique Brito dos Santos Sanches, Duda Sanches (Feira de Santana, 20.06.1990–) | Democratas (DEM)                                   | 14.455 | 1,13 | 2º mandato  |
| 6  | Hilton Barros Coelho (Salvador, 22.06.1971–)                                            | Partido Socialismo e Liberdade (PSOL)              | 14.168 | 1,11 | 2º mandato  |
| 7  | Geraldo Alves Ferreira Júnior (2019-2020) (Salvador, 07.05.1969–)                       | Solidariedade (SDD)                                | 13.685 | 1,07 | 3º mandato  |
| 8  | Carlos da Silva Muniz (Salvador, 17.04.1970–)                                           | Partido Trabalhista Nacional (PTN)                 | 13.129 | 1,03 | 3º mandato  |
| 9  | Leonardo Silva Prates, Léo Prates (2017-2018) (Salvador, 05.04.1978–)                   | Democratas (DEM)                                   | 12.549 | 0,98 | 2º mandato  |
| 10 | Cláudio Tinoco Melo de Oliveira (Salvador, 02.09.1969–)                                 | Democratas (DEM)                                   | 12.348 | 0,97 | 2º mandato  |
| 11 | Rogéria de Almeida Pereira dos Santos (Rio de Janeiro, 19.08.1966–)                     | Partido Republicano Brasileiro (PRB)               | 12.303 | 0,96 | 1º mandato  |
| 12 | Tiago Brandão Correia (Vitória da Conquista, 20.11.1979–)                               | Partido da Social Democracia Brasileira (PSDB)     | 11.963 | 0,94 | 2º mandato  |
| 13 | Ireuda de Jesus Silva (Vitória da Conquista, 01.10.1961–)                               | Partido Republicano Brasileiro (PRB)               | 11.888 | 0,94 | 1º mandato  |
| 14 | Anderson Machado de Jesus, Igor Kanário Príncipe do Gueto (Salvador, 29.11.1984–)       | Partido Humanista da Solidariedade (PHS)           | 11.432 | 0,89 | 1º mandato  |
| 15 | Daniel Silva Rios (Riachão do Jacuípe, 06.05.1974–)                                     | Partido do Movimento Democrático Brasileiro (PMDB) | 10.761 | 0,84 | 1º mandato  |
| 16 | Luiz Carlos Santos Lima, Suica (Salvador, 12.09.1966–)                                  | Partido dos Trabalhadores (PT)                     | 9.797  | 0,77 | 2º mandato  |
| 17 | Mauricio Gonçalves Trindade (Salvador, 10.09.1962–)                                     | Democratas (DEM)                                   | 9.796  | 0,77 | 1º mandato  |
| 18 | Orlando Pereira Palhinha (Muritiba, 28.10.1961–)                                        | Democratas (DEM)                                   | 9.732  | 0,76 | 4º mandato  |
| 19 | Cátia Maria Araújo Rodrigues Penha (Salvador, 27.05.1968–)                              | Partido Humanista da Solidariedade (PHS)           | 9.597  | 0,75 | 2º mandato  |
| 20 | Paulo Sérgio Paranhos de Magalhães Júnior                                               | Partido Verde (PV)                                 | 9.429  | 0,74 | 4º mandato  |
| 21 | Clistenes Bispo, Kiki Bispo (Salvador, 29.11.1974–)                                     | Partido Trabalhista Brasileiro (PTB)               | 9.318  | 0,73 | 2º mandato  |
| 22 | Alfredo Macedo Mangueira (Salvador, 20.12.1948–)                                        | Partido do Movimento Democrático Brasileiro (PMDB) | 9.229  | 0,72 | 6º mandato  |
| 23 | Felipe Lucas de Lima e Silva (Salvador, 12.10.1982–)                                    | Partido do Movimento Democrático Brasileiro (PMDB) | 9.082  | 0,71 | 1º mandato  |
| 24 | Everaldo Lopes dos Santos, Beca (Salvador, 17.02.1967–)                                 | Partido Popular Socialista (PPS)                   | 9.045  | 0,71 | 1º mandato  |
| 25 | Alexandre Aleluia Dantas da Costa (Salvador, 22.01.1983–)                               | Democratas (DEM)                                   | 8.941  | 0,70 | 1º mandato  |
| 26 | Heber de Souza Santana (Salvador, 25.06.1983–)                                          | Partido Social Cristão (PSC)                       | 8.874  | 0,69 | 3º mandato  |
| 27 | Hélio Ferreira dos Santos (Caldeirão Grande, 10.10.1965–)                               | Partido Comunista do Brasil (PCdoB)                | 8.419  | 0,66 | 1º mandato  |
| 28 | Ana Rita Tavares Teixeira (Salvador, 31.10.1962–)                                       | Partido da Mulher Brasileira (PMB)                 | 8.351  | 0,65 | 2º mandato  |
| 29 | Antonio Carolino Araújo Filho, Toinho Carolino (Salvador, 24.01.1965–)                  | Partido Trabalhista Nacional (PTN)                 | 8.196  | 0,64 | 2º mandato  |
| 30 | Joceval Rodrigues dos Santos (Salvador, 04.10.1970–)                                    | Partido Popular Socialista (PPS)                   | 7.833  | 0,61 | 3º mandato  |
| 31 | Henrique Santana Carballal (Salvador, 29.07.1970–)                                      | Partido Verde (PV)                                 | 7.684  | 0,60 | 3º mandato  |
| 32 | Balbino Santos de Carvalho, Sabá (Salvador, 04.12.1967–)                                | Partido Verde (PV)                                 | 7.630  | 0,60 | 1º mandato  |
| 33 | Maria Aladilce de Souza (Nova Soure, 06.11.1956–)                                       | Partido Comunista do Brasil (PCdoB)                | 7.572  | 0,59 | 4º mandato  |
| 34 | Cezar Ferreira Leite (Salvador, 13.04.1974–)                                            | Partido da Social Democracia Brasileira (PSDB)     | 7.447  | 0,58 | 1º mandato  |
| 35 | Lorena Brandão Portella (Salvador, 25.07.1973–)                                         | Partido Social Cristão (PSC)                       | 7.312  | 0,57 | 1º mandato  |
| 36 | Theofilo Virgílio de Senna, Téo Senna (Nazaré, 14.07.1958–)                             | Partido Humanista da Solidariedade (PHS)           | 6.922  | 0,54 | 4º mandato  |
| 37 | Sidney Carlos Mangabeira Campos Filho, Sidninho (Salvador, 13.06.1985–)                 | Partido Trabalhista Nacional (PTN)                 | 6.812  | 0,53 | 1º mandato  |
| 38 | Marta Rodrigues Sousa de Brito Costa (Aiquara, 20.06.1959–)                             | Partido dos Trabalhadores (PT)                     | 6.646  | 0,52 | 2º mandato  |
| 39 | Edvaldo Brito (Muritiba, 03.10.1937–)                                                   | Partido Social Democrático (PSD)                   | 6.596  | 0,52 | 2º mandato  |
| 40 | Sílvio Humberto dos Passos Cunha (Salvador, 27.02.1963–)                                | Partido Socialista Brasileiro (PSB)                | 6.260  | 0,49 | 2º mandato  |
| 41 | Moisés Rocha dos Santos (Salvador, 31.12.1963–)                                         | Partido dos Trabalhadores (PT)                     | 6.077  | 0,48 | 3º mandato  |
| 42 | Odiosvaldo Bonfim Vigas (Salvador, 08.06.1951–)                                         | Partido Democrático Trabalhista (PDT)              | 6.048  | 0,47 | 6º mandato  |
| 43 | José Gonçalves Trindade (Salvador, 06.08.1963–)                                         | Partido Social Liberal (PSL)                       | 4.711  | 0,37 | 2º mandato  |